# الشقراء الطموح
الشقراء الطموح هو فيلم كوميدي تم إنتاجه في الولايات المتحدة وصدر في سنة 2007. الفيلم من إخراج سكوت مارشال وكتابة دايفد ماكهوج. من بطولة جيسيكا سمبسون ولوك ويلسن ودرو فولر وويلي نيلسون وراشيل لي كوك.

## القصة
تدور قصة الفيلم حول الجميلة كيتي التي على وشك الزواج من فتى أحلامها الذي يسافر إلى نيويورك لمدة ستة أشهر للعمل، وعند عودته يتما زواجهما. لكن حبها الزائد جعلها تقرر السفر له بنيويورك ومفاجئته بها، لكنها هي من يتفاجأ بعد رؤيته في أحضان فتاة أخرى.

## الميزانية والإيرادات
بلغت تكلفة إنتاج الفيلم حوالي 40000000 دولار بينما حقق إيرادات تقدر بـ 1530479 دولار.

## وصلات خارجية
- الشقراء الطموح على موقع IMDb (الإنجليزية)
- الشقراء الطموح على موقع روتن توميتوز (الإنجليزية)
- الشقراء الطموح على موقع نتفليكس (الإنجليزية)
- الشقراء الطموح على موقع قاعدة بيانات الأفلام العربية
- الشقراء الطموح على موقع ألو سيني (الفرنسية)
- الشقراء الطموح على موقع Turner Classic Movies (الإنجليزية)
- الشقراء الطموح على موقع أول موفي (الإنجليزية)
- الشقراء الطموح على موقع بوكس أوفيس موجو (الإنجليزية)
- الشقراء الطموح على موقع فيلمافينيتي (الإسبانية)
- الشقراء الطموح على موقع قاعدة بيانات الفيلم (الإنجليزية)